# Quanta Computer

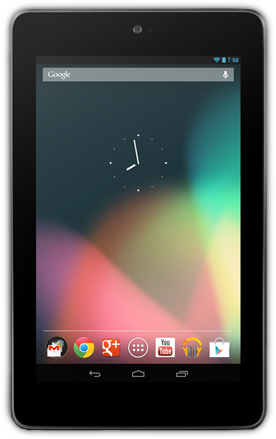
Nexus 7 — Продукція компанії

Quanta Computer — тайванський виробник комп'ютерної техніки. Займає 247 місце у списку Fortune Global 500 2011 року.

## Історія
Компанія заснована в 1988 році.

## Компанія сьогодні
Компанія є великим виробником комп'ютерної техніки, а саме ноутбуків, ПК, серверів та іншої продукції. Quanta Computer є найбільшим у світі контрактним виробником планшетних комп'ютерів на платформі Android, зокрема компанія випускає такі відомі пристрої як Nexus 7 і Amazon Kindle Fire.

## Судова справа
У 2008 році LG Electronics подала до суду на компанію Quanta Computer за порушення патентних прав, коли Quanta використовувала компоненти Intel із іншими компонентами.